# وله، والیس و فوتونا
وله، والیس و فوتونا (به فرانسوی: Vele, Wallis and Futuna) یک زیستگاه انسانی در فرانسه است که در والیس و فوتونا واقع شده‌است.
جمعیت آن بر اساس سرشماری سال ۱۳۹۷، ۲۰۹ نفر بوده است.

## خصوصیات
وله ۲۸۰ نفر جمعیت دارد.